# 大犬座R
大犬座R，又名BD-16 1898，HD 57167、SAO 152724、HR 2788，是大犬座的一颗恒星，视星等为5.7，位于銀經230.67，銀緯-1.41，其B1900.0坐标为赤經7h 14m 56.6s，赤緯-16° -1.41′ 27″。